# Timori csuk
A timori csuk (Saxicola gutturalis) a madarak osztályának a verébalakúak (Passeriformes) rendjéhez és a  légykapófélék (Muscicapidae) családjához tartozó faj.

## Rendszerezése
A fajt Louis Pierre Vieillot francia ornitológus írta le 1818-ban, az Oenanthe nembe Oenanthe gutturalis néven.

## Alfajai
- Saxicola gutturalis gutturalis (Vieillot, 1818) -  Timor és Rote
- Saxicola gutturalis luctuosus (Bonaparte, 1850) - Semau [2]

## Előfordulása
Kis-Szunda-szigeteken, Indonézia és Kelet-Timor területén honos. Természetes élőhelyei a szubtrópusi vagy trópusi síkvidéki esőerdők, szavannák és cserjések. Állandó, nem vonuló faj.

## Megjelenése
Testhossza 17 centiméter.

## Természetvédelmi helyzete
Az elterjedési területe nem nagy, egyedszáma 6000-15000 példány közötti és csökken. A Természetvédelmi Világszövetség Vörös listáján mérsékelten fenyegetett fajként szerepel.